# 半岛湖 (西藏)
半岛湖位于中国西藏自治区那曲市双湖县境内，因西北岸有一半岛伸入湖中而得名。地处双湖县中部，强仁温杂日山西南麓。湖面海拔4914米，面积29.2平方公里。湖区气候干寒，年均气温-6℃左右，年均降水量150～200毫米。湖水主要靠地表径流补给。集水区面积1179.8平方公里。